# Posidonia australis
Posidonia australis, vrsta porosta (posidonije), morskih jednosupnica koje obitavaju u vodama oko južne obale Australije. Ova vrsta čini na dubinama od jednog pa do 15 metara velike livade za koje se smatra da su od velike važnosti za očuvanje okoliša.
Rizomi su ukopani u pjeskovito dno, a listovi su trakastog oblika, široki 11 do 20 mm., svjetlozelene boje, koji kasnije dobiju smeđu boju. 
Znak prisutnosti ove vrste su vlaknaste kugle koje more izbaci na obalu, po čemu je ova vrsta vernakularno postala poznata kao fibreball weed.

## Vanjske poveznice
- Useful Tropical Plants (sa slikama)
- Otkrivena najveća biljka na svijetu